# Chiesa di Santa Maria Assunta (Castelnovo ne' Monti)
La chiesa di Santa Maria Assunta è la parrocchiale di Castelnovo ne' Monti, in provincia di Reggio Emilia e diocesi di Reggio Emilia-Guastalla; fa parte del vicariato della Montagna.

## Storia
La prima citazione di una chiesa a Castelnovo ne' Monti, menzionata come pieve di Bismantova, risale al 980; questa pieve era situata all'interno del castello di Pietra di Bismantova dei Dallo, famiglia nobile originaria forse della Garfagnana. 
In ulteriori documenti medievali la chiesa è altresì attestata come pieve di Campiliola. Nel XII secolo la chiesa venne ricostruita presso il paese in quanto i signorotti del castello nel quale era situata la vecchia pieve temevano che, tra i fedeli che frequentavano le funzioni, ci fossero pure gruppi di soldati nemici che volessero conquistare la fortezza. 
L'edificio fu ristrutturato nel 1375 e riedificato con dimensioni maggiori nel XVII secolo. Grazie ad uno scritto del 1543 si conosce che la pieve di Castelnovo, nome che cominciò ad essere usato intorno al 1430 in sostituzione dei precedenti Bismantova e Campiliola. Nel 1543 il territorio sul quale la pieve esercitava la propria influenza era molto esteso, facendone parte ben quarantatré tra cappelle e chiese affiliate; per questo motivo il plebanato di Castelnovo era chiamato anche il Vescovado della Montagna. Dalla relazione della visita pastorale del 1664, effettuata dal vescovo Gianagostino Marliani, s'apprende che la chiesa era a tre navate. La nuova parrocchiale venne costruita nel 1713 su progetto del modenese Geminiano Monzani. Nel 1986 il presbiterio fu modificato.

## Descrizione

### Esterno
La facciata a capanna della chiesa, rivolta ad occidente ed in stile neoclassico, è tripartita da quattro lesene; nella parte centrale, presenta una nicchia sopra la quale s'apre un piccolo rosone. La facciata termina con un ampio timpano triangolare.

### Interno
All'interno, si trovano l'altare maggiore e nove laterali. Importanti opere d'arte della chiesa sono l'altare rivolto verso l'assemblea, opera lignea realizzata da alcuni artigiani della Val Gardena, l'altare di San Pancrazio proveniente dall'antica chiesa, con pala del pittore manierista Orazio Perucci (Reggio Emilia 1549-1624), e le statue delle cappelle laterali. 
Tra i dipinti di maggior rilievo si segnalano, in primis, la Madonna del Rosario, di Giovan Francesco Gessi, ed una tela di Alessandro Tiarini.
Di grande interesse, per rarità e qualità, sono anche il Crocifisso in terracotta policroma, di scuola emiliana dei primi decenni del XVI secolo e la scultura di Sant'Antonio, pervenutaci come mezzobusto, ma probabilmente, in origine, di più ampie dimensioni, attribuibile a Bartolomeo Spani (Reggio Emilia 1468-1539). 
Inoltre, sono ancora visibili nel transetto di sinistra parti dell'antica chiesa romanica.